# ティム・スースター
ティム・スースター（Tim Souster、1943年1月29日 - 1994年3月1日）は、イギリスの作曲家、音楽に関する著作家で、その電子音楽作品によって最もよく知られた。

## 経歴

### 教育
ティモシー・アンドリュー・ジェームズ・スースター (Timothy Andrew James Souster) として、バッキンガムシャーブレッチリーに生まれたスースターは、1952年から1961年にかけてベッドフォード・モダン・スクールに、1961年から1964年にかけてはオックスフォード大学のニュー・カレッジに学んだ。彼は、バーナード・ローズ、サー・デイヴィッド・ラムスデン、エゴン・ヴェレスらに師事した。1964年には、ダルムシュタットで開催されたカールハインツ・シュトックハウゼンが教えた夏季のコースに参加し、翌年にはリチャード・ロドニー・ベネットの作曲指導を受けた。
1965年の末までに、スースターはBBCのラジオ第3放送のプロデューサーになっており、ブーレーズ、ベリオ、バラケ、カーデュー、フェルドマン、ヘンツェ、シュトックハウゼンといった作曲家たちによる現代の音楽を数多く放送に乗せた。1967年にBBCを離れた後は、もっぱら作曲とソングライティングに時間を費やした。

### 電子音楽への進出
1960年代後半、スースターは電子音を使った実験を始めた。彼が最初に電子的テクニックを用いて作曲した作品とされる1969年の『Titus Groan Music』は、木管五重奏、リングモジュレーター、アンプリファイア、カセットテープのためのものであった。同年8月、彼はケンブリッジ大学のキングス・カレッジに移り、ロジャー・スモーリー、アンドリュー・パウエル、ロビン・トンプソン (Robin Thompson) とともに、「インターモジュレーション (Intermodulation)」というライブ＝電子グループを結成した。このグループは、スースターとスモーリーの作曲作品のほかにも、カーデュー、ライリー、ジェフスキー、シュトックハウゼン、ウォルフなどの現代音楽作品を演奏した。

### 後年
1971年、スースターはケルンでシュトックハウゼンのティーチングアシスタントとなり、1973年にはベルリンに赴いて、2年間滞在した。1975年、スースターはイングランドに戻り、キール大学の研究フェローシップを得た。以降は、1978年に6か月間カリフォルニア州で過ごしたのを除けば、終生イングランドにとどまった。
スースターは、1994年3月1日に急病のため、死去した。

## 作曲作品
スースターのコンサート向けの作品には、『Triple Music II』という3組のオーケストラのための曲があり、1970年に『プロムス』で演奏され、1974年には補訂版が発表されているほか、小規模なオーケストラとテープのための『Song of an Average City』は1974年にピエール・ブーレーズが指揮してラウンドハウスで演奏され、また、1988年には、ジョン・ウォレス (John Wallace) とBBCウェールズ交響楽団のためにトランペット協奏曲が書かれた。
1980年代から1990年代にかけて、スースターは、映画やテレビのための音楽を手掛け、例えば、テレビ版『銀河ヒッチハイク・ガイド (The Hitchhikers Guide to the Galaxy)』では、イーグルスの「魔術師の旅 (Journey of the Sorcerer)」を編曲したメインテーマを書いた。キングズリー・エイミスの小説を原作とし、アルバート・フィニーが主演した、BBCのドラマのミニシリーズ『The Green Man』のためにスースターが書いた音楽は、1990年の英国映画テレビ芸術アカデミーの英国アカデミー賞テレビ部門で最優秀テレビ音楽賞 (best TV music) を受賞した。この時期を通し、スースターは大量のコンサート音楽も作曲していた。
彼は、金管楽器と電子音のための重要な作品も書いており、イクアレ・ブラス (Equale Brass) のために書いた1980年の『Equalisation』や、1990年の『Echoes』などがある。彼が完成させた最後の作品は、金管五重奏のために書かれた1993年の『La marche』であった。

## 著作
作曲家、演奏家としての活動とともに、スースターは音楽に関する記事を多数発表していた(Anon. 2005)。

## 関連文献
- Anon. 1994. "Tim Souster". The Times (18 March).
- Doran, Mark. 2002. "Cambridge, Anglia Polytechnic University: Tim Souster's 'World Music'". Tempo, no. 219 (January): 41–42.
- Nyman, Michael. 1970. "Tim Souster's Night Out at the Proms". Tempo, no. 94 (Autumn): 20–24.
- Rupprecht, Philip. 'Vernaculars: Bedford and Souster as pop musicians', Chapter 7 of British Musical Modernism, Cambridge, 2015
- Thompson, Robin. 1969. "Tim Souster's Titus Groan Music". Tempo, no. 89 (Summer): 21–22.
- Wallace, John. 1994. "Obituary: Tim Souster: An Eclectic Experimenter". The Guardian (5 March): 30.